# Afrocrisis
Afrocrisis is een kevergeslacht uit de familie van de boktorren (Cerambycidae). De wetenschappelijke naam van het geslacht werd voor het eerst geldig gepubliceerd in 2009 door Vives.

## Soorten
Afrocrisis is monotypisch en omvat slechts de volgende soort:
- Afrocrisis perissonottoi Vives, 2009